# Скалицький потік
Скалицький потік (словац. Skalický potok) — річка в Словаччині, права притока Орави, протікає в окрузі Дольни Кубін.
Довжина приблизно 3.6 км. Витік знаходиться в масиві Оравська Магура (геоморфологічна підодиниця Будін; схил гори Яворова) — на висоті близько 940 метрів. Протікає територією села Горна Легота.
Впадає в Ораву на висоті приблизно 515-520 метрів.